# 小鱗燈孔鯛
小鱗燈孔鲷（学名：Scopeloberyx microlepis）为輻鰭魚綱奇鯛目大鱗鲷科的其中一種。分布於印度洋及南太平洋海域，屬深海魚類，棲息深度可達1717公尺，體長可達4.1公分。
其种加词“microlepis”意为“细鳞的”。